# Кременской районный краеведческий музей
Кременской районный краеведческий музей — краеведческий музей в городе Кременная, Луганская область, Украина. Основан в 1966 году. Имеет около 9 тысяч экспонатов — памятников и предметов истории, археологии, естествознания, этнографии и культуры.

## История
Кременской музей основан в 1966 году решением исполкома Кременского районного Совета народных депутатов Луганской области.
В 1968 году музей получил статус «народный», а в 1979 году стал отделом Луганского областного краеведческого музея. В 1990 году реорганизован в Кременской краеведческий музей.

## Помещения, экспозиция
Музей расположен в историческом здании, которое является и памятником архитектуры конца XIX века. Общая площадь — 182,7 м², из них экспозиционная площадь — 156,1 м². Музей имеет восемь тематических разделов — археологии, истории Слобожанщины, Первой мировой войны и революции, Донбасса, Второй мировой войны, а также отдел выставок «Кременские леса», «Партизанская землянка». Экспозиция насчитывает 8840 предметов основного фонда и 215 — научно-вспомогательного. Ежегодно музей посещают 2500-3000 человек, проходит свыше 90-100 экскурсий.